# Pelusios marani
Pelusios marani — вид черепах родини Пеломедузові черепахи. Черепаха поширена у Габоні та Республіці Конго. Вид названий на честь французького герпентолога Джерома Марана.